# Septembrie 2021
Acest articol este generat integral pe baza informațiilor din articolul 2021 și este actualizat periodic de un robot.
 Editările făcute în articol vor fi șterse la următoarea actualizare! Dacă doriți să faceți modificări, editați articolul-sursă.

ianuarie -
februarie -
martie -
aprilie -
mai -
iunie -
iulie -
august -
septembrie -
octombrie -
noiembrie -
decembrie
Septembrie 2021 a fost a noua lună a anului și a început într-o zi de miercuri.

## Evenimente

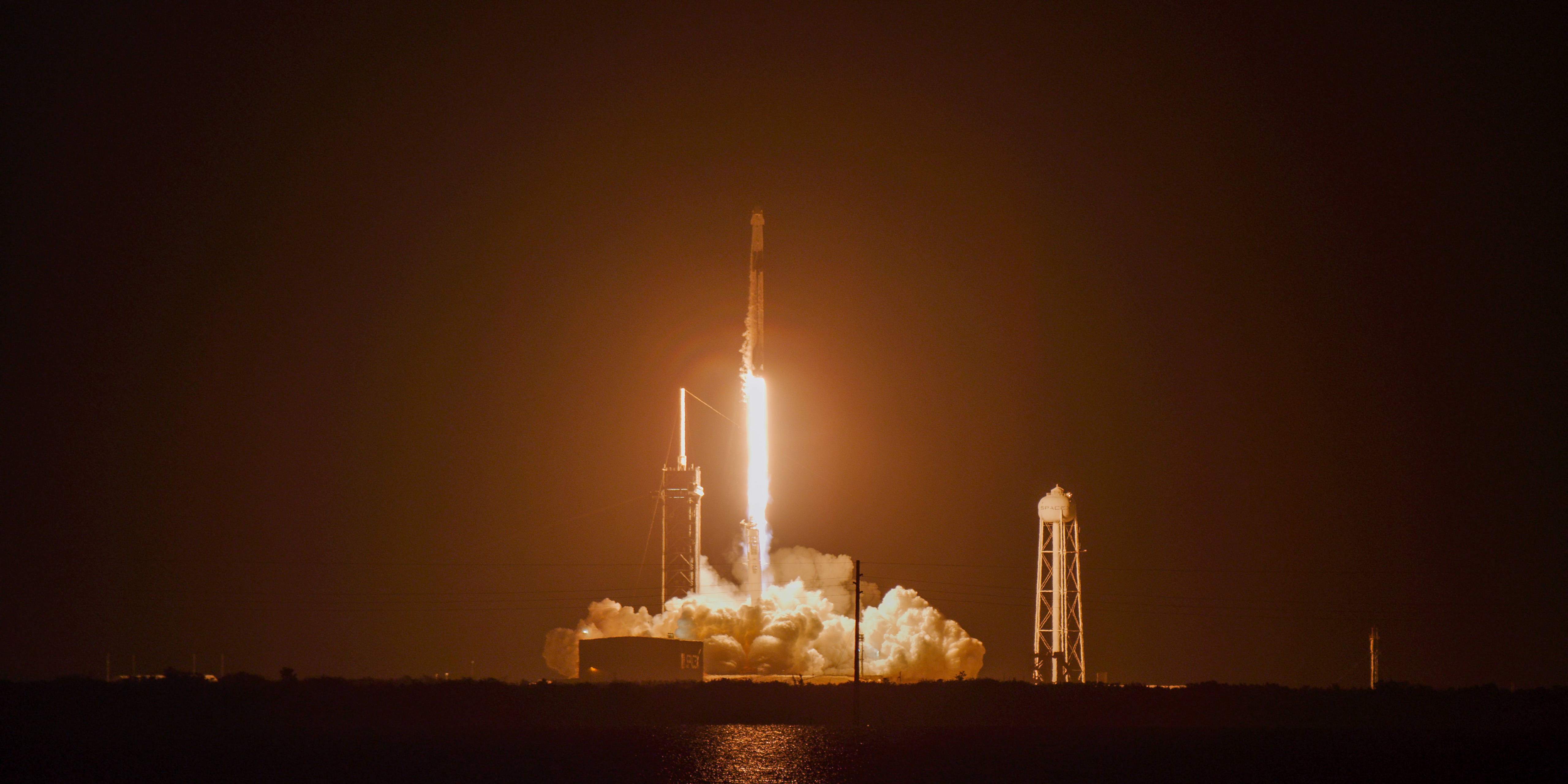
16 septembrie: Inspiration4 lansat de SpaceX devine primul zbor spațial complet civil, care transportă un echipaj de patru persoane pe orbita joasă a Pământului.

- 1 septembrie: Criza politică din România: Premierul Florin Cîțu îl revocă pe ministrul justiției Stelian Ion, afirmând că „nu voi accepta miniștri din guvernul român care se opun modernizării României”, după ce acesta a refuzat să dea aviz pentru Programul „Anghel Saligny”.[1] Revocarea creează o criză politică în cadrul guvernului de coaliție.
- 1 septembrie: Un membru senior al talibanilor spune că grupul a înconjurat Valea Panjshir, ultima cetate a rezistenței anti-talibane, și solicită rebelilor să „pună armele jos”, spunând că talibanii vor un emirat islamic pentru toți afganii și adăugând că „nu este nevoie să lupți”.[2]
- 3 septembrie: Președintele Vanuatu Obed Moses Tallis îi iartă pe trei foști prim-miniștri: Charlot Salwai, Joe Natuman și Serge Vohor, toți condamnați pentru infracțiuni politice și financiare, inclusiv luare de mită și corupție.[3]
- 3 septembrie: Yoshihide Suga, prim-ministru al Japoniei, anunță că nu va mai candida la președinția partidului său la alegerile prevăzute pentru 29 septembrie și se va retrage de la putere după un an de mandat. El îl înlocuise pe fostul prim-ministru Shinzo Abe, care a demisionat din motive de sănătate în septembrie 2020.[4]
- 3 septembrie: Criza politică din România: Copreședintele USR-PLUS Dan Barna anunță că USR PLUS și AUR au depus moțiunea de cenzură contra guvernului Cîțu numită ”Demiterea Guvernului Cîțu, singura șansă a României de a trăi!”, semnată de 122 de parlamentari. El a precizat că la începutul săptămânii viitoare, miniștrii USR PLUS își vor depune demisia.[5]
- 5 septembrie: Președintele Guineei Alpha Condé este arestat de oficiali militari în timpul unei lovituri de stat.[6]
- 6 septembrie: Talibanii repetă afirmația că au capturat toată provincia Panjshir, publicând imagini ale militanților talibani în fața palatului gubernatorial din Bazarak, capitala provinciei. Frontul Național de Rezistență din Afganistan continuă să respingă afirmațiile talibanilor.[7]
- 6 septembrie: Primarul orașului Mexic, Claudia Sheinbaum, anunță că monumentul istoric al lui Cristofor Columb din Paseo de la Reforma va fi înlocuit cu o statuie a unei femei indigene din civilizația Olmec. Ea spune că măsura nu a fost o încercare de a „șterge istoria” ci de a oferi „dreptate socială”.[8]
- 7 septembrie: El Salvador devine prima țară din lume care acceptă bitcoin ca monedă oficială.[9]

26 septembrie: Alegeri federale în Germania. Partidul Social Democrat din Germania (SPD) a înregistrat cel mai bun rezultat din 2005 și a apărut ca cel mai mare partid pentru prima dată din 2002.

- 8 septembrie: Fostul președinte Ashraf Ghani își cere scuze față de poporul afgan și reiterează faptul că a părăsit țara pentru a evita „luptele sângeroase de stradă” pentru controlul Kabul și, de asemenea, neagă vehement furtul din trezoreria țării.[10]
- 15 septembrie: AUKUS: S-a format un pact trilateral de securitate între Australia, Regatul Unit și Statele Unite, pentru a contracara influența Chinei. Aceast pact permitea Australiei să construiască prima sa flotă de submarine cu propulsie nucleară.[11]
- 16 septembrie: Inspiration4 lansat de SpaceX devine primul zbor spațial complet civil, care transportă un echipaj de patru persoane pe orbita joasă a Pământului. Călătoria a durat trei zile, timp în care s-au efectuat o serie de experimente științifice.[12]
- 17 septembrie: AUKUS: Franța își recheamă ambasadorii din Statele Unite și Australia, în semn de protest față de pactul de securitate, care include și Regatul Unit. Ministerul francez de Externe spune că „decizia excepțională” a fost justificată de gravitatea pactului, care a înlocuit propriul acord de securitate cu Australia, în urma căruia francezii pierd un contract de 56 miliarde de euro.[13]
- 19 septembrie: Alegeri parlamentare în Rusia. Partidul Rusia Unită a câștigat aproape 50% din voturile exprimate.[14][15]
- 20 septembrie: Alegerile federale canadiene. Justin Trudeau și Partidul Liberal păstrează un guvern minoritar.[16]
- 25 septembrie: La Congresul PNL, Florin Cîțu este ales președinte al partidului cu 2.878 de voturi, învingându-l pe Ludovic Orban, care a fost votat de 1.898 de membri.[17]
- 26 septembrie: Alegeri federale în Germania pentru cel de al 21-lea Bundestag, care va avea 709 membri. Partidul Social Democrat a învins coaliția CDU/CSU.[18][19]
- 29 septembrie: 116 deținuți sunt uciși în timpul unei revolte din Ecuador, cea mai mare violență cu victime umane din istoria țării.[20][21][22]

## Nașteri
Sienna Elizabeth Mapelli Mozzi, fiica Prințesei Beatrice de York și al soțului acesteia, Edoardo Mapelli Mozzi

## Decese
- 1 septembrie: Romulus Cristescu, 93 ani, matematician român, membru titular al Academiei Române (n. 1928)
- 2 septembrie: Pierre Jean Brouillaud, 94 ani, scriitor francez (n. 1927)
- 2 septembrie: Mikis Theodorakis, 96 ani, compozitor grec (n. 1925)
- 5 septembrie: Ion Caramitru (Ion Horia Leonida Caramitru), 79 ani, actor român (n. 1942)
- 5 septembrie: Ivan Patzaichin, 71 ani, sportiv român (caiac-canoe), (n. 1949)
- 6 septembrie: Jean-Paul Belmondo (Jean Paul Charles Belmondo), 88 ani, actor de film și teatru, cascador și producător francez (n. 1933)
- 10 septembrie: Dalal bint Saud Al Saud, 63 ani, prințesă, activistă și filantropă saudită (n. 1957)
- 11 septembrie: Minna Aaltonen, 54 ani, actriță finlandeză (n. 1966)
- 11 septembrie: Abimael Guzmán (Manuel Rubén Abimael Guzmán Reinos), 86 ani, luptător revoluționar peruan (n. 1934)
- 12 septembrie: Iōannīs Theōnas, 80 ani, politician grec, membru al Parlamentului European (1994–2001), (n. 1940)
- 13 septembrie: Antony Hewish, 97 ani, fizician și radioastronom englez, laureat al Premiului Nobel (1974), (n. 1924)
- 13 septembrie: Ileana Iordache (Ileana Iordache-Streinu), 91 ani, actriță română de teatru, film și televiziune (n. 1930)
- 13 septembrie: Amédée Turner, 92 ani, om politic britanic, membru al Parlamentului European (1979–1984) (n. 1929)
- 14 septembrie: Norm Macdonald (Norman Gene Macdonald), 61 ani, comedian, scriitor și actor canadian (n. 1959)
- 17 septembrie: Ioan Avarvarei, 80 ani, prof. univ. dr. Hc. și senator român (n. 1941)
- 17 septembrie: Abdelaziz Bouteflika, 84 ani, politician algerian, președinte al Republicii Algeria (1999-2019), (n. 1937)
- 18 septembrie: Julos Beaucarne (n. Jules Beaucarne), 85 ani, poet și cântăreț belgian (n. 1936)
- 19 septembrie: Jimmy Greaves (n. James Peter Greaves), 81 ani, fotbalist englez (atacant), campion mondial (1966), (n. 1940)
- 20 septembrie: Pavel Țugui, 99 ani, activist comunist român și istoric literar (n. 1921)
- 22 septembrie: Roger Michell, 65 ani, regizor sud-african de teatru, film și televiziune (n. 1956)
- 24 septembrie: Mihnea Colțoiu, 67 ani, matematician român (n. 1954)
- 24 septembrie: Ion Dobran, 102 ani, aviator militar român, unul din așii aviației de vânătoare române în timpul celui de-Al Doilea Război Mondial (n. 1919)
- 24 septembrie: Erwin Kessler, 77 ani, militant elvețian (n. 1944)
- 25 septembrie: Alexandru Sassu, 65 ani, politician român (n. 1955)